# 松平康長
松平 康長（まつだいら やすなが）は、戦国時代から江戸時代前期にかけての武将、大名。徳川氏の家臣。戸田宗家16代当主。官位は従四位下・丹波守。松平の名字を許され、戸田松平家の祖となる。
家紋は松平姓と共に下賜された三つ葉葵と戸田家歴代の六曜紋である。なお、名前の表記について、書籍によっては戸田康長として載せるものもある。

## 生涯
戸田忠重の長男として生まれる。三河国の朝倉川南岸から半島にかけての渥美郡一帯を支配した戸田氏の嫡流である。15代当主の叔父・重貞の戦死により、主君・徳川家康の命令でその跡目を継いだ。天正2年（1574年）に元服し、家康より「康」の偏諱を受け康長と名乗る。また、家康の異父妹・松姫と婚姻し、松平姓を授かったとされる。
天正9年（1581年）に武田家の遠江高天神城攻めにて初陣を果たし、天正12年（1584年）の小牧・長久手の戦いでは酒井忠次に附属する。天正18年（1590年）の小田原征伐では上野白井城を落とす武功を発揮した。同年、徳川家の関東への移封に従い、三河国渥美郡仁連木（愛知県豊橋市仁連木町）の二連木城を離れ、武蔵国東方に1万石を領する。
慶長5年（1600年）の関ヶ原の戦いでは水野勝成らと共に大垣城を攻略し（大垣城の戦い）、その功で慶長6年（1601年）に上野白井藩に封じられるが、翌慶長7年（1602年）に下総古河藩へ移封される。慶長10年（1605年）4月に従五位下・丹波守を叙任する（寛永3年（1626年）、従四位下に昇叙）。慶長14年（1609年）、伏見城の守衛にあたる。慶長17年（1612年）に常陸笠間藩へ移封となる。大坂の陣では2度従軍し、その功で元和2年（1616年）に上野高崎藩5万石へ移封される。
元和3年（1617年）に信濃松本藩7万石に加増移封された。
元和9年（1623年）には徳川家光の守役となり、江戸城西の丸の警護を務めた。寛永元年（1624年）に大病に倒れるが回復して出仕すると、徳川秀忠や家光から快気祝いとして茶壷霧ヶ崎をと行光の短刀を拝領した。
松本藩では加増分に見合う家臣団の再編成を行ない、城下町の建設や徒士・足軽屋敷を建設して集住させ、在地の豪族が多い信濃で地方知行を廃止して蔵米制に移行した。また藩内を15組に分けて新しい行政区画を創設した。寛永3年（1626年）からは5年をかけて惣検地を実施し、それに伴って中世以来の郷の大村を廃して200石から400石くらいの小さな行政村を造り上げた。
寛永9年（1632年）に死の床につくが、その際にも家光から侍医の野間玄沢が松本にまで遣わされた。康長は信濃池田城を建設して隠居城とする予定であったが、この年の12月に松本で死去した。家督は三男の庸直が継いだ。なお、松本神社の祭神の一柱として祭られ、明治には華族組合農場を経営した子孫の戸田康泰子爵によって建立された北海道雨竜神社に祭神として祀られている。

## 人物
人柄が実直で穏やかだったことから、家康・秀忠・家光の3代に厚い信任を受けた。伝わる話も多くある。
- 家康の三河時代から康長は多くの戦功を挙げたが、自分から家康に申し立てたり恩賞を求めたりはしなかった。家臣はもどかしくなり、康長に恩賞を催促するように求めたが、「武功とは人の申すものにて自分より吹聴いたすは甚だ見苦しきこと」と述べて、全く取り合わなかった[2][6]。

この人柄は陸奥仙台藩主伊達政宗にも信頼されて懇意の仲になり、何事も語り合える間柄であった。家臣とも腹蔵なく常に語り合い、わざわざ夜分に迎え入れて酒食でもてなし、藩政や武辺などさまざまな話をしたという（「必ずあぐらにて打ちくつろぎ、腹蔵なくお話相手仕り候」とある）。

## 系譜
父母
- 戸田忠重（父）
- 戸田吉光の娘（母）

正室
- 松姫 - 久松俊勝の娘、徳川家康の養妹[2]

側室
- 稲村氏
- 高田氏

子女
- 松平永兼（長男）生母は松姫（正室）
- 松平忠光（次男）生母は稲村氏（側室）
- 松平庸直（三男）生母は高田氏（側室）
- 諷 - 戸田氏鉄正室、生母は松姫（正室）
- 松平乗寿正室、生母は稲村氏（側室）
- 阿部忠秋継室

現在の皇室は松平康長の子孫である。
松平康長―忠光―光重―女子（今城定淳室）―今城定経―定種―女子（中山愛親室）―中山忠尹―忠頼―忠能―慶子―明治天皇